# Aira
Aira (姶良市?) è una città della prefettura di Kagoshima.